# Loma Rica
Loma Rica és una concentració de població designada pel cens dels Estats Units a l'estat de Califòrnia. Segons el cens del 2000 tenia 2.075 habitants.

## Demografia
Segons el cens del 2000, Loma Rica tenia 2.075 habitants, 756 habitatges, i 603 famílies. La densitat de població era de 43,5 habitants/km².
Dels 756 habitatges en un 30,6% hi vivien nens de menys de 18 anys, en un 68,5% hi vivien parelles casades, en un 8,7% dones solteres, i en un 20,2% no eren unitats familiars. En el 16% dels habitatges hi vivien persones soles el 8,3% de les quals corresponia a persones de 65 anys o més que vivien soles. El nombre mitjà de persones vivint en cada habitatge era de 2,74 i el nombre mitjà de persones que vivien en cada família era de 3,03.
Per edats la població es repartia de la següent manera: un 24,9% tenia menys de 18 anys, un 5,7% entre 18 i 24, un 22,4% entre 25 i 44, un 32% de 45 a 60 i un 15,1% 65 anys o més.
L'edat mediana era de 43 anys. Per cada 100 dones de 18 o més anys hi havia 92 homes.
La renda mediana per habitatge era de 46.797 $ i la renda mediana per família de 52.250 $. Els homes tenien una renda mediana de 50.100 $ mentre que les dones 26.518 $. La renda per capita de la població era de 27.420 $. Entorn del 6,7% de les famílies i l'11,2% de la població estaven per davall del llindar de pobresa.

## Poblacions més properes
El següent diagrama mostra les poblacions més properes.